# 85
Aquesta pàgina és per a l'any. Per al nombre, vegeu vuitanta-cinc.
El 85 (LXXXV) fou un any comú començat en dissabte del calendari julià.

## Esdeveniments
- Domicià rebutja una invasió dàcia de Mèsia.

## Naixements
- Ptolemeu, astrònom grec (data aproximada).